# Saint-Forget
Saint-Forget is een gemeente in het Franse departement Yvelines (regio Île-de-France) en telt 489 inwoners (2005). De plaats maakt deel uit van het arrondissement Rambouillet.

## Geografie
De oppervlakte van Saint-Forget bedraagt 6,0 km², de bevolkingsdichtheid is 81,5 inwoners per km².
De onderstaande kaart toont de ligging van Saint-Forget met de belangrijkste infrastructuur en aangrenzende gemeenten.

## Demografie
Onderstaande figuur toont het verloop van het inwonertal (bron: INSEE-tellingen).